# Club Mar del Plata
El Club Mar del Plata más conocido como Club Atlético Mar del Plata es el primer club de la ciudad y una institución muy representativa de la etapa de la ciudad de Mar del Plata como balneario exclusivo de las clases altas de Buenos Aires a comienzos del siglo XX. Su primer edificio, construido en pleno centro urbano y frente a la Rambla Bristol y la costa, pasó a manos del Estado Nacional en 1948, y fue destruido en un incendio en 1961. Luego de la tragedia, la manzana que ocupaba el club no volvió a ser edificada y actualmente es una plaza.

## Historia
El Club Mar del Plata fue fundado el 26 de agosto de 1906 por Adolfo Dávila y un conjunto de amigos del colegio Peralta Ramos, con el nombre de Club de Amigos Unidos, para luego el mismo día de 1909 tomar su nombre actual. En la futura ciudad era apenas un conjunto de residencias de vacaciones y fastuosos chalets de estilo normando, lo que le valió el apodo de “la Biarritz argentina”.
Conformada una sociedad anónima, se le encargó al ingeniero y arquitecto Carlos Agote, que había realizado sus estudios en la Ecole des Beaux Arts de París. En 1908, Agote entregó su proyecto, un fastuoso edificio con estilo Luis XVI y seis plantas de gran altura, ocupando una manzana irregular frente a la Playa Bristol, junto al Grand Hotel (el primero de Mar del Plata) y al Arroyo Las Chacras, que corría a cielo abierto.
La construcción avanzó a toda velocidad, de tal forma que la inauguración fue el día 23 de enero de 1910, con un festejo que comenzó a las 17 horas. En esos tiempos, el edificio se destacaba sobre un paisaje sin construcciones de varios pisos, ya que al sur, la manzana vecina era un terreno desocupado llamado Plaza Mesquita, y hacia el oeste había una manzana aún sin edificar. En agosto de 1912 se dio una histórica tormenta en Mar del Plata, que causó la destrucción del dique que alimentaba al molino de Pedro Luro, vecino al Club Mar del Plata, provocando el avance de agua que destruyó muchas construcciones vecinas sobre la playa. Aunque el Club estaba construido sobre terrenos que pocas décadas antes eran arena, no fue perjudicado por la inundación. Sin embargo, poco tiempo después se cerraron con paños de vidrio diversos sectores del edificio que originalmente estaban abiertos con vista al mar, probablemente por la adversidad de los vientos y el aire marino. Además, se decidió cerrar la galería que cubría la vereda sobre el Boulevard Marítimo, anexando su espacio a un salón del edificio y ganando así una mayor superficie. En 1913 se inauguraba la Rambla Bristol, mítico paseo costero construido por iniciativa de miembros del Club Mar del Plata, que se transformó en el paseo favorito de los veraneantes de la época.
Aunque el Club tuvo una de las primeras salas de juego, un exclusivo salón para los miembros de la entidad, rápidamente tuvo que abrirse a los “nuevos ricos” que comenzaban a llegar a Mar del Plata. Así, los más elitistas formaron en 1912 el nuevo Ocean Club, que tuvo sede en un sector de la Rambla Bristol y tenía una cuota de acceso mucho más restrictiva. Durante la década de 1930, luego de la crisis económica global que afectó a la clase alta porteña de manera irreversible, cambiando para siempre el modelo económico de la Argentina, Mar del Plata comenzó a abrirse a clases medias-altas y medias, modificando su composición social y perdiendo su anterior exclusividad. A mediados de esa década, el edificio del Club Mar del Plata tuvo varias modificaciones, la más notable fue la modificación de la galería que cerraba la vereda sobre la esquina de Boulevard Peralta Ramos con Pedro Luro: originalmente eran columnas que se encontraban ortogonalmente con la losa del primer piso, y en ese momento fueron alteradas para aparentar arcos de medio punto, con faroles de hierro decorando el nuevo aplique. Cruzando la avenida costanera, se había construido el Muelle de Pescadores.

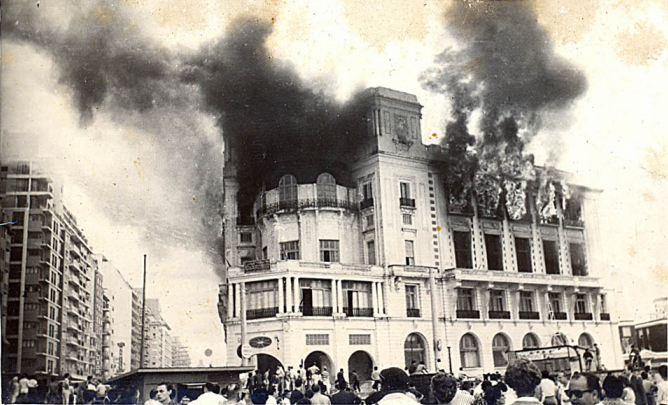
El incendio del Club.

El Club fue sufriendo una progresiva decadencia, mientras Mar del Plata seguía abriéndose a las clases medias, y a partir de la década de 1940, de las clases populares: primero, a través de los hoteles comprados por los sindicatos cada vez más poderosos, y luego de la llegada de Juan Domingo Perón a la presidencia, como parte de una política de estado de bienestar e intervencionismo populista. En 1938, la clásica Rambla Bristol fue demolida por el gobernador conservador Manuel Fresco, y reemplazada por su ambicioso proyecto de Casino Central y Gran Hotel Provincial, ambos en manos del Gobierno Provincial.
Así, en 1948 el Estado Nacional expropió el Club Mar del Plata y lo entregó a la Lotería de Beneficencia Nacional y Casinos, luego Lotería Nacional. Así, sus salas pasaron a funcionar como anexos del Casino Central, y fueron abiertas a un público masivo como nunca antes, mientras se comenzaban a realizar obras de teatro en su antes exclusivo salón. Luego de la Ley de Propiedad Horizontal, sancionada ese mismo año, Mar del Plata comenzó a vivir un estallido de la construcción de apartamentos de veraneo, y en pocos años el Club quedó rodeado por nuevos edificios, cambiando drásticamente su entorno. En 1960, ya derrocado el gobierno de Perón, se instalaron en un piso del edificio la Escuela de Artes Visuales y el Conservatorio de Música de la Provincia.
Pero esta situación tuvo vida corta, ya que la tragedia llegó el 10 de febrero de 1961, mientras se festejaba el aniversario de la fundación de Mar del Plata, cuando el fuego se inició hacia las 12:15 debido a un cortocircuito eléctrico en un escenario en el Salón Dorado del Club y rápidamente se extendió al resto del edificio, mientras el retraso de la dotación de bomberos y su acción insuficiente no lograron calmar las llamas, dejando a la estructura arder durante tres días a pesar de la llegada de refuerzos desde Tandil, Necochea y Miramar, hasta que se derrumbó por la acción de las llamas.
Las ruinas del Club permanecieron poco tiempo, ya que la Municipalidad decidió que era inviable su recuperación, y finalizó la demolición de lo que quedaba del edificio. En su manzana vacía, funcionó primero un estacionamiento público al aire libre, y luego una plaza parquizada y con un estacionamiento subterráneo.

## Arquitectura
El edificio proyectado por Carlos Agote era una estructura de mampostería de muros muy gruesos, madera y hierro; con planta baja y cinco pisos, que ocupaba una manzana irregular frente al mar y en el cruce de dos importantes avenidas. Tomaba la extensión total del terreno, ya que poseía una galería con arcos que permitía aprovechar el espacio sobre la vereda en los pisos superiores. Además de su formato irregular, el lote poseía una marcada pendiente, causada por el paso cercano del Arroyo Las Chacras y porque antiguamente la playa marplatense comenzaba a esa altura de la costa.
La estructura contaba con un subsuelo (donde se encontraban la pileta, cocina, dependencias de personal, la sala frigorífica, la bodega y peluquería), una planta baja de gran altura (donde estaban el Salón Inglés y el Salón de las Columnas, llamado así por las características columnas que se le habían agregado con la ampliación a merced de la galería sobre la vereda del Boulevard Marítimo) y un primer piso que debido a su menor altura se llamaba Entresuelo (funcionaban oficinas administrativas, un salón de té y la biblioteca). Estos dos niveles conformaban el basamento del edificio, según los criterios academicistas de composición tripartita de fachada: a partir de este nivel, la ochava tenía un retiro que permitía una terraza, y un volumen curvo conocido como “la rotonda” sobre ese sector que alojaba al salón de invierno vidriado. Luego de los dos pisos siguientes (donde había numerosos salones como el Dorado, el Blanco y la Sala de Armas), después de los cuales remataba el edificio con una serie de copones sobre la cornisa, sobre la ochava de Luro y Peralta Ramos sobresalía un último nivel, que no tomaba la superficie total de los pisos inferiores y tenía una galería abierta que fue vidriada pocos años luego de la inauguración del edificio. En este último había dependencias de personal y la vivienda del gerente de la institución.
La fachada poseía toda la retórica ornamental característica de la arquitectura de la Ecole des Beaux Arts parisina. Mientras la galería de la planta baja era una sucesión de arcos de medio punto que protegían la vereda, el salón de te vidriado del entresuelo tenía dobles columnas dóricas y la rotonda del primer piso tenía en su fachada vistosas guirnaldas, ménsulas y una cúpula. Las ventanas del segundo piso se distinguían por el trabajo de herrería que las decoraba, pero el último nivel se destacaba por su galería vidriada con otra serie de dobles columnas de estilo jónico.
En cuanto a los interiores, el Club estaba decorado con lujosos muebles importados de Francia y realizados en diversos estilos clásicos que eran del gusto de la clase alta de la época. Los salones tenían sus muros decorados con boisserie tallada a mano (se destacaba la del Salón Inglés, realizada en caoba) o finos trabajos de molduras aplicadas, y los pisos estaban realizados con parquet de roble de Eslavonia. Los techos habían sido construidos con el sistema de bovedilla catalana, con perfiles I de hierro o vigas de madera funcionando como tirantes y ladrillos comunes formando las bovedillas, pero estaban cubiertos con cielorrasos de yeso ornamentados como se acostumbraba en esos tiempos.